# 新絳県
新絳県（しんこう-けん）は中華人民共和国山西省運城市に位置する県。
古くは「絳州」（こうしゅう）とも称した。歴史的に手工業と演劇・音楽が盛んであり、1994年には国家歴史文化名城に指定されている。

## 地理
新絳は山西省の南西部にある。西は呂梁山脈に接し、南には汾河が西へと流れる。北東には襄汾県が、東には侯馬市が接する。

## 歴史
春秋時代、晋の都城は「絳」（現在の翼城県）に設置されており、絳は晋陽（太原市）・平陽（臨汾市）と並ぶ晋国の重要都市だった。景公の時代に、絳から新田へと遷都すると、絳は「故絳」と、新しく都城が設置された新田は新絳と称されるようになり、これが新絳という地名の初見となっている。当時の新絳の中心部は現在の侯馬市西部に位置し、新絳県東部とも接していた。
戦国時代には魏の版図となり汾城と称された。598年（開皇18年）、隋朝により絳州に新設された正平県を前身とする。607年（大業3年）には絳郡の郡治とされ、唐から宋代にかけては絳州州治、金代には晋安府府治、元代には再び絳州州治とされた。
明朝が成立すると正平県は廃止となり、管轄区域は絳州の直轄とされた。1912年（民国元年）、中華民国による州制廃止に伴い新絳県とされた。

## 産業
県政府所在地である竜興鎮はかつての絳州城であり、平面図が一頭の牛に似ていることから臥牛城の名があった。城郭都市の中央を南北に走る大街が牛の背骨で、その両側に延びる数十本の東西の街巷が牛の肋骨で、城の東西に一つずつある大きな池が牛の眼で、北部にある唐塔が牛の尾とされる。現在の城郭は元代の再建になるものであるが、城内の街区や池の計画、古建築などには唐代の面影が残る。城内の西北にある「絳守居園池」は、中国に現存する唯一の隋代の庭園である。県内の史跡のうち、絳州大堂、福勝寺、稷益廟は全国重点文物保護単位に指定されている。
古代の新絳は汾河と駅道の交差する場所にあり、北方の重要な水陸交通の要衝であり、また鋳造や各種手工業が発達し、古代には「七十二行、行行皆興」と商工業の発展の様子が資料に残されている。
春秋時代戦国時代には精巧な青銅器が鋳造され、唐代になると銅銭鋳造の拠点とされ、銭監も設置されている。また宋代になると重量が1万斤にも及ぶ２つの巨大な鉄鐘が鋳造され、絳州大堂の鐘楼に現存している。
また唐代から清代にかけてはこの地で生産された紗布が朝廷に献上されるなど、手工業も発達している。織紗以外には文房具、漆器、刺繡、皮革、印刷、製薬などが発展していた。これらの工業の発展を示すことばに「南絳北代（代県）、忻州不頼」という言葉もあった。現在でも新絳県の経済の大きな部分を手工業や工芸が占める。

## 文化
絳州は戯曲が発展した地域である。1950年には絳州城内には16座の劇場があり、県全体では500座以上が存在していた。唐以来の伝統である「絳州鼓楽」は民俗色が強い点が特徴とされる。これは唐初、李世民が劉武周を破ったあと、当地の住民が大鼓を叩いて、『秦王破陣楽』を披露して祝賀したという伝承より、後世に絳州鼓楽に発展したものとされる。現在でも絳州鼓楽芸術団は有名である。このほか、蒲劇など多彩な舞台芸術がこの地には伝わっている。

## 行政区画
- 鎮:竜興鎮、三泉鎮、沢掌鎮、北張鎮、古交鎮、万安鎮、陽王鎮、泉掌鎮
- 郷:横橋郷